# Peter Steele
Petrus Thomas Ratajczyk (n. 4 ianuarie 1962, New York City, New York, SUA – d. 14 aprilie 2010, Scranton, Pennsylvania, SUA), cunoscut sub pseudonimul Peter Steele, a fost un muzician, solist și compozitor american. A fost vocalistul, basistul și compozitorul trupei de gothic metal Type O Negative. A fost și liderul trupei de crossover/thrash metal Carnivore.